# Masonska glazba
Masonska glazba definira se kao "glazba koja se koristi u kontekstu ritualnih i društvenih struktura slobodnog zidarstva". Dvije glavne kategorije ove glazbe su pjesme loža, koje se izvode uz pratnju klavijature prije ili poslije sastanaka te tijekom zajedničkih obroka, te glazba napisana za posebne slobodnozidarske ceremonije i događaje. Posebna važnost koju slobodno zidarstvo pridaje broju 3 i slovu 'B' ogleda se i u izboru tonaliteta. Tako se skladbe u C-molu ili Es-duru, oba tonaliteta s tri bemola (simbol '♭' nalikuje slovu 'b'), smatraju posebno prikladnima za masonske ceremonijalne svrhe.
Iako su postojali rani primjeri masonske glazbe, poput opere Zoroastre (1749.) Jean-Philippea Rameaua, čiji je libretist Louis de Cahusac bio slobodni zidar, glazba Wolfganga Amadeusa Mozarta jedna je od najpoznatijih u ovom žanru. Njegova opera Čarobna frula i usputna glazba za Thamos, kralj Egipta imaju jasne masonske veze. Neke od njegovih otvoreno masonskih skladbi uključuju Maurerische Trauermusik (Masonska pogrebna glazba), te niz pjesama i kantata posvećenih slobodnim zidarima.
Tijekom povijesti, lože su često koristile glazbu drugih skladatelja za svoje obrede, ponekad bez njihovog dopuštenja, dodajući vlastite tekstove. Tako je 1810. godine Ludwig van Beethoven, koji nije bio mason, napisao svom prijatelju dr. Franzu Wegeleru: "Rečeno mi je da pjevaš moju pjesmu u masonskoj loži... Pošalji mi je, prilagodit ću je, i nećeš požaliti." Wegeler je objavio dva masonska teksta koja sugeriraju Beethovenove skladbe (Opferlied WoO 126 i Der freie Mann WoO 117) za upotrebu u slobodnozidarskim obredima.
Od 18. stoljeća, glazba namijenjena masonskim ritualima počinje se objavljivati, a među skladateljima su bili Georg Benda, Ignaz Pleyel, François-André Danican Philidor, Johann Gottlieb Naumann, Johann Christian Friedrich Hæffner i Christian Gottlob Neefe. U 18. stoljeću, William Boyce pisao je himne za masonske lože, dok su u 19. stoljeću Albert Lortzing, a u 20. stoljeću Jean Sibelius doprinosili ovom žanru. Francuski skladatelj André Gedalge skladao je himnu za Međunarodni red slobodnog zidarstva za muškarce i žene "Ljudsko pravo", sa stihovima njegove supruge Amélie André-Gedalge, koja je 1907. godine inicirana u njihovoj loži.